# Emily Nagoski
Emily Nagoski (geboren 1977) ist eine amerikanische Sexualwissenschaftlerin und Autorin.

## Leben
Emily Nagoski studierte Psychologie an der University of Delaware mit den Nebenfächern Kognitionswissenschaft und Philosophie. Sie studierte Psychologische Beratung an der Indiana University (Master of Science). Sie erhielt dort auch ihren Doktor in Gesundheitsverhalten (Health Behavior). 1995 begann sie an University of Delaware als Sexualpädagogin zu arbeiten und leitete acht Jahre lang als Direktorin den Fachbereich Wellness Education am Smith College in Northampton.
Zu ihren Werken gehört das Buch Komm wie du willst, das in der 2015 veröffentlichten englischsprachigen Originalversion Come As You Are ein New York Times-Bestseller war, sowie das gemeinsam mit ihrer Zwillingsschwester Amelia Nagoski geschriebene Buch Stress (im Original Burnout).
Nagoski schreibt zudem Artikel in verschiedenen Zeitungen und Zeitschriften, darunter die New York Times, und war als Rednerin in mehreren TED-Konferenzen vertreten. Sie war Interviewpartnerin etwa im Chicago Tribune, in der Netflix-Dokuserie [Un]Well und in Deutschland u. a. für die Süddeutsche Zeitung, die Neue Zürcher Zeitung und den Südkurier.

## Veröffentlichungen
- Come as You Are, Scribe 2015, ISBN 978-1-925228-01-4, überarbeitet, Simon & Schuster, 2021, ISBN 978-1-982165-31-4
  - Komm, wie du willst: Das neue Frauen-Sex-Buch, Knaur, München 2015, ISBN 978-3-426-78690-1[11]
- Burnout. Solve Your Stress Cycle, Random House UK 2020, ISBN 978-1-78504-209-6
  - Stress: Warum Frauen leichter ausbrennen und was sie für sich tun können (mit Amelia Nagoski), Kösel-Verlag, München 2019, ISBN 978-3-466-34744-5
- The Come as You Are Workbook: A Practical Guide to the Science of Sex, Simon & Schuster, 2019. ISBN 978-1-982107-32-1

## Auszeichnungen
- 2019: School of Public Health W.W. Patty Distinguished Alumni Award[2]